# Covenant Life
Covenant Life is een plaats (census-designated place) in de Amerikaanse staat Alaska, en valt bestuurlijk gezien onder Haines Borough.

## Demografie
Bij de volkstelling in 2000 werd het aantal inwoners vastgesteld op 102.

## Geografie
Volgens het United States Census Bureau beslaat de plaats een oppervlakte van
68,1 km², waarvan 67,6 km² land en 0,5 km² water.

## Plaatsen in de nabije omgeving
De onderstaande figuur toont nabijgelegen plaatsen in een straal van 48 km rond Covenant Life.